# Claus Gerving
Claus Anders Gerving (* 2. September 1963) ist ein dänischer Schauspieler.

## Leben
Claus Gerving absolvierte seine Schauspielausbildung von 1986 bis 1991 an der Staatlichen Theaterhochschule in Kopenhagen. Als Bühnendarsteller wirkte er in zahlreichen Theaterstücken und in Musicals mit. Er gastierte unter anderem am Königlichen Theater Kopenhagen, am Betty-Nansen-Theater, am Gronnegards-Theater, am Gladsaxe-Theater oder am Østre Gasværk Theater im Kopenhagener Stadtteil Østerbro unter der Leitung von Morten Grunwald. Seit 1994 hat Gerving als Schauspieler vor der Kamera in bislang mehr als 30 Film-und-Fernsehproduktionen mitgewirkt.
Gerving lebt in Kopenhagen.

## Filmografie (Auswahl)
- 1997: Das Auge des Adlers
- 1998: Wenn Mama nach Hause kommt
- 1999: Olsen-bandens første kup (Fernsehserie, 1 Folge)
- 2000: Italienisch für Anfänger
- 2005: Der Adler – Die Spur des Verbrechens (Fernsehserie, 2 Folgen)
- 2006: Anna Pihl – Auf Streife in Kopenhagen (Fernsehserie, 1 Folge)
- 2007: Irene Huss, Kripo Göteborg (Fernsehserie, 1 Folge)
- 2008: Was niemand weiß
- 2011: Borgen – Gefährliche Seilschaften (Fernsehserie, 1 Folge)
- 2013: Dicte (Fernsehserie, 2 Folgen)